# United States Forces Korea
Die United States Forces Korea (USFK, zu dt. sinngemäß: „Streitkräfte der Vereinigten Staaten in Korea“) sind ein Großverband der Streitkräfte der Vereinigten Staaten. Als Verbundkommando und sogenanntes Sub Unified Command untersteht USFK dem US Pacific Command (PACOM). Die USFK wurden 1957 aufgestellt und umfassen ungefähr 30.000 Mann.

## Auftrag
Die USFK haben die Aufgabe, die territoriale Integrität Südkoreas zu schützen und durch ihre Stationierung vor Ort auf etwaige äußere Feinde, insbesondere das kommunistische Nordkorea, abschreckend zu wirken. Gleichzeitig strahlt ihre Präsenz in Südkorea auch auf das subjektive Sicherheitsempfinden des dortigen Bündnispartners aus und ist wie die der U.S. Forces Japan als klares politisches Signal für die Bündnistreue der Vereinigten Staaten im südostasiatischen Raum gedacht.
Völkerrechtliche Grundlage der USFK ist ein gegenseitiges Verteidigungsbündnis, welches die Vereinigten Staaten nach dem Koreakrieg abschlossen. In diesem leiteten die USA bereits das militärische Kommando der Vereinten Nationen auf Grundlage mehrerer UN-Resolutionen.
Die rund 30.000 US-Soldaten sind im Vergleich zu den 685.000 Soldaten Südkoreas zahlenmäßig relativ schwach. So ist ihr vorrangiger Zweck auch nicht die Bekämpfung feindlicher Truppen, sondern die Unterstützung der südkoreanischen Armee bis zum Eintreffen von Verstärkung aus den USA oder aus Japan in Form der United States Forces Japan.

## Organisation
Die United States Forces Korea setzen sich aus fünf untergeordneten Verbänden der vier  Teilstreitkräfte des US-Militärs zusammen, dem Heer, der Marine, der Luftstreitkräfte und des US Marine Corps, sowie dem Spezialeinheitenverbundkommando (US Special Operations Command Korea (SOCKOR)), welches alle Sondereinheiten der Teilstreitkräfte einheitlich zusammenfasst und führt.
Unterstellte Kommandos und Einheiten
- 8th Army
  - 2nd Infantry Division (2nd ID)
  - Army Corps of Engineers Far East District (FED)
  - 19th Sustainment Command (Expeditionary) (ESC)
- Seventh Air Force
- Commander, US Naval Forces Korea (NAVFOR-K)
- Marine Forces Korea (MARFOR-K)
- Special Operations Command Korea (SOCKOR)

## Ausrüstung

### Bodenstreitkräfte
- 140 M1 Abrams-Panzer
- 170 M2 Bradley-Schützenpanzer
- 30  M109-Panzerhaubitzen
- 70 AH-64 Apache
- MIM-104 Patriot
- Boden-Boden-Raketen
- Boden-Luft-Raketen

### Luftstreitkräfte
- 70 F-16-Mehrzweckkampfflugzeuge
- 20 A-10 zur Bodenunterstützung
- Lockheed U-2-Aufklärungsflugzeug

## Stützpunkte und Stationierungen
- Camp Yongin, Yongin
- Camp Jackson, Dobong-gu, Seoul

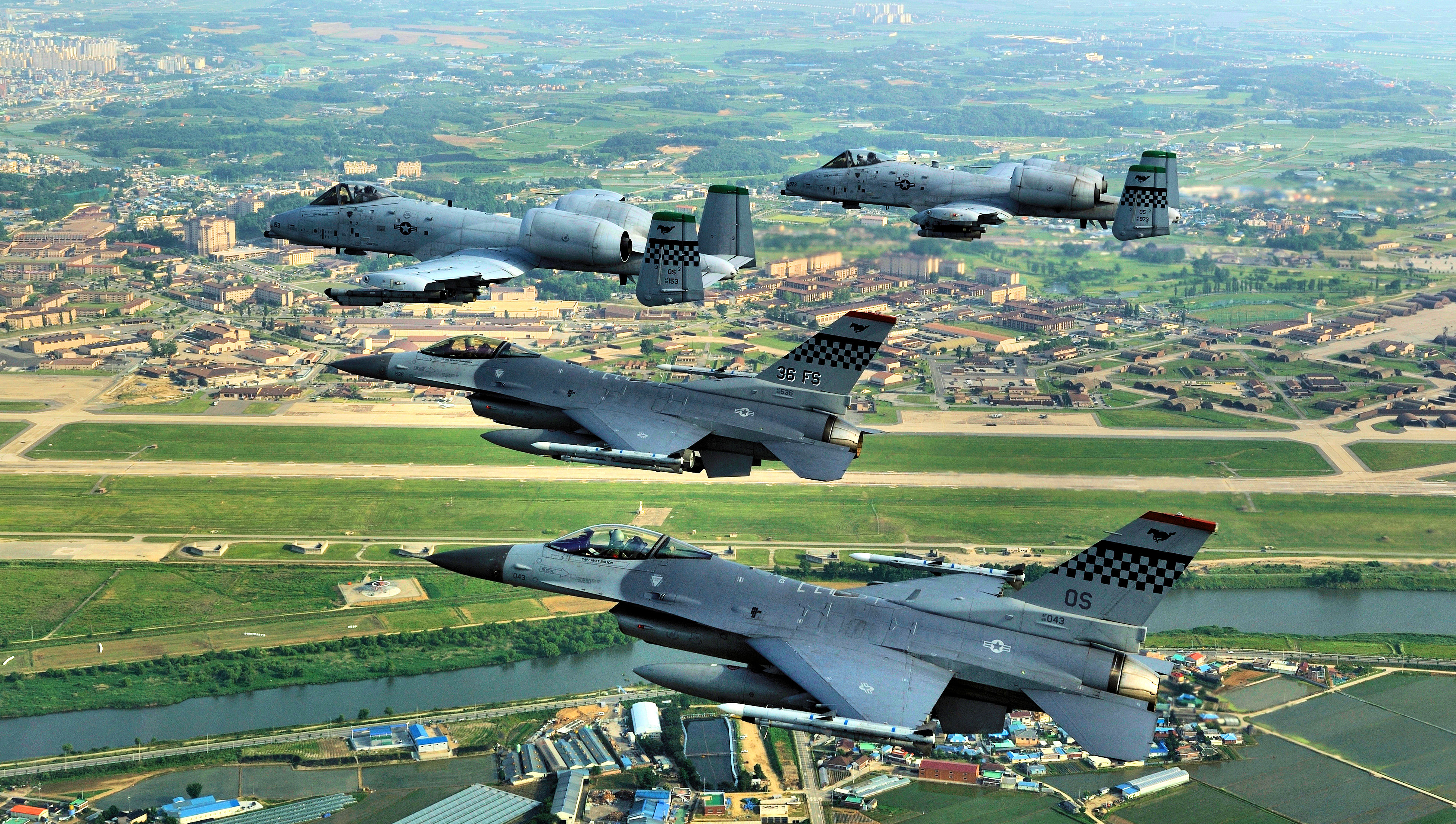
US-Kampfflugzeuge vom Typ F-16 und A-10 über der Osan Air Base, 2009

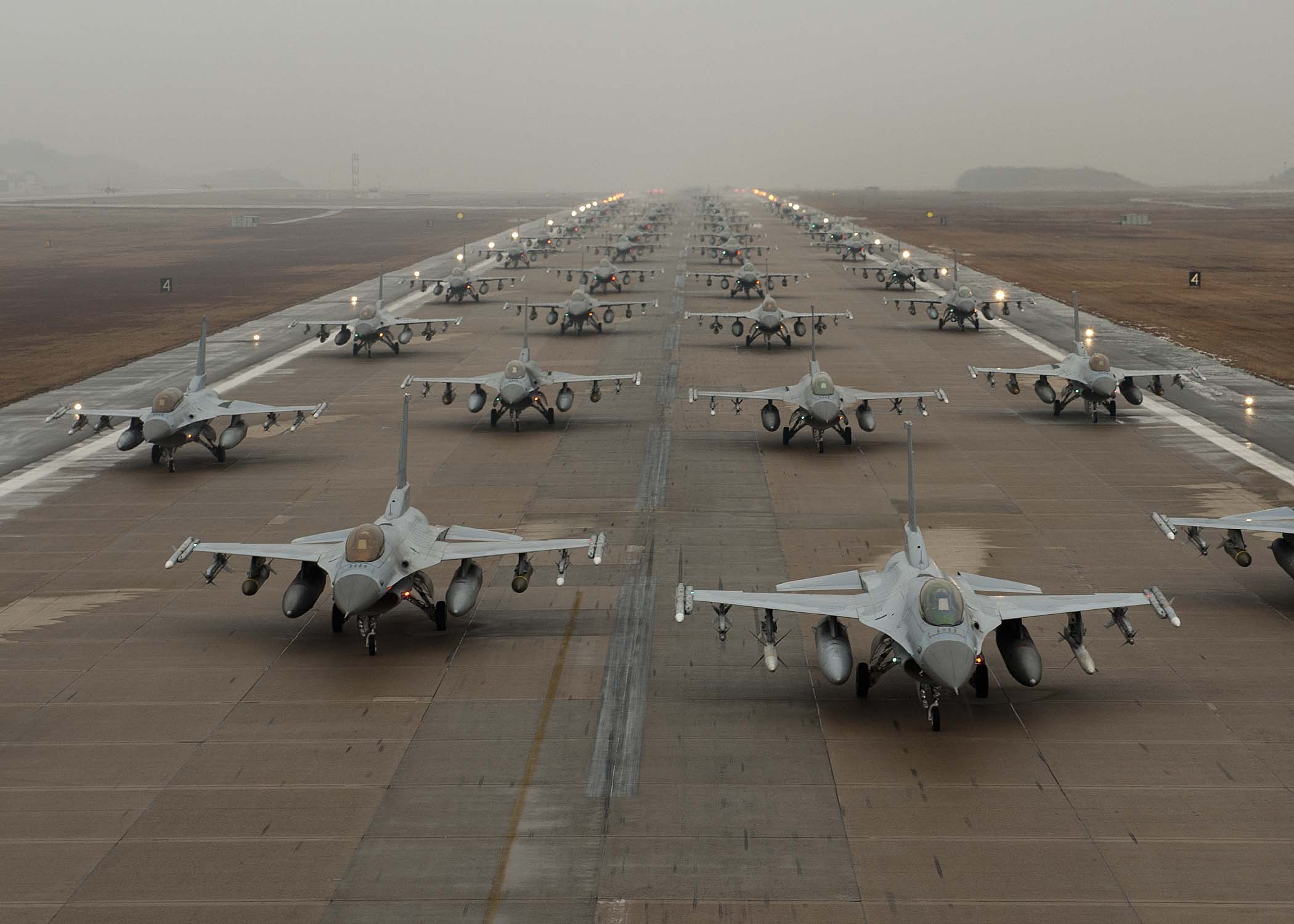
Kampfflugzeuge F-16 auf der Kunsan Air Base, 2012

- Camp Coiner, Camp Kim, Yongsan Garrison, Yongsan-gu, Seoul
- Camp Hialeah, Busanjin-gu, Busan
- Camp George, Camp Henry, Camp Walker, Daegu (Gyeongsangbuk-do)
- Camp Market, Incheon (Gyeongsangnam-do)
- Camp Eagle, Camp Long, Wonju (Gyeonggi-do)
- Camp Page, Chuncheon
- Camp Casey, Camp Castle, Camp Hovey, Camp Mobile, Camp Nimble, Dongducheon
- Osan Air Base, Osan
- Camp Bonifas, Camp Edwards, Camp Garry Owen, Camp Giant, Camp Greaves, Camp Howze, Camp Stanton, Paju
- Camp Humphreys, Pyeongtaek Kommando des 194th Support Battalion (Combat Sustainment)
- Seongnam Golf Course, Seongnam (Gyeonggi-do)
- Suwon Air Base, Suwon (Gyeonggi-do)
- Camp Essayons, Camp Falling Water, Camp LaGuardia, Camp Red Cloud, Camp Sears, Camp Stanley, Uijeongbu (Gyeonggi-do)
- Jinhae Naval Base, Jinhae
- Camp Carroll, Chilgok-gun
- Kunsan Air Base, Gunsan
- Camp McNab, Namjeju-gun
- Camp Stanley Kommando des 304th Signal Battalion
- Camp Colbern

## Liste der Kommandierenden Generale

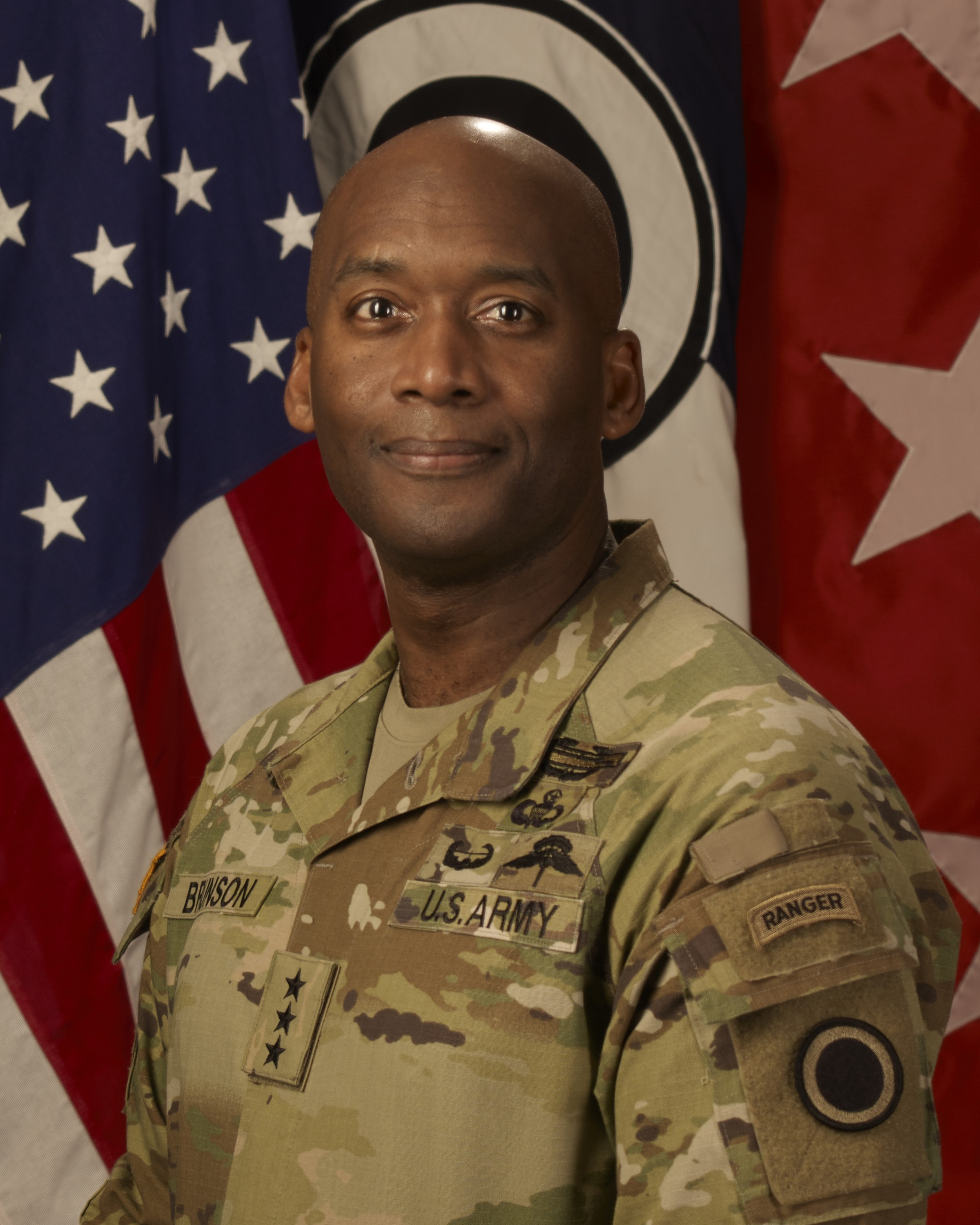
Xavier T. Brunson

| Name                     | Beginn der Berufung | Ende der Berufung  |
| ------------------------ | ------------------- | ------------------ |
| Xavier T. Brunson        | 20. Dezember 2024   | amtierend          |
| Paul J. LaCamera         | 2. Juli 2021        | 20. Dezember 2024  |
| Robert B. Abrams         | 8. November 2018    | 2. Juli 2021       |
| Vincent K. Brooks        | 30. April 2016      | 8. November 2018   |
| Curtis M. Scaparrotti    | 2. Oktober 2013     | 30. April 2016     |
| James D. Thurman         | 14. Juli 2011       | 12. Oktober 2013   |
| Walter L. Sharp          | 3. Juni 2008        | 14. Juli 2011      |
| Burwell B. Bell III      | 3. Februar 2006     | 3. Juni 2008       |
| Leon J. LaPorte          | 1. Mai 2002         | 3. Februar 2006    |
| Thomas A. Schwartz       | 9. Dezember 1999    | 1. Mai 2002        |
| John H. Tilelli Jr.      | 9. Juli 1996        | 9. Dezember 1999   |
| Gary E. Luck             | 15. Juni 1993       | 9. Juli 1996       |
| Robert W. RisCassi       | 26. Juni 1990       | 15. Juni 1993      |
| Louis C. Menetrey        | 25. Juni 1987       | 26. Juni 1990      |
| William J. Livsey        | 1. Juni 1984        | 25. Juni 1987      |
| Robert W. Sennewald      | 4. Juni 1982        | 1. Juni 1984       |
| John A. Wickham Jr.      | 10. Juli 1979       | 4. Juni 1982       |
| John W. Vessey Jr.       | 8. Oktober 1976     | 10. Juli 1979      |
| Richard G. Stilwell      | 1. August 1973      | 8. Oktober 1976    |
| Donald V. Bennettl       | 1. September 1972   | 31. Juli 1973      |
| John H. Michaelis        | 1. Oktober 1969     | 31. August 1972    |
| Charles H. Bonesteel III | 1. September 1966   | 30. September 1969 |
| Dwight E. Beach          | 16. Juni 1965       | 31. August 1966    |
| Hamilton H. Howze        | 1. August 1963      | 15. Juni 1965      |
| Guy S. Meloy Jr.         | 1. Juli 1961        | 31. Juli 1963      |
| Carter B. Magruder       | 1. Juli 1959        | 30. Juni 1961      |
| George Decker            | 1. Juli 1957        | 30. Juni 1959      |

## Verweise